# Óriáspitta
Az óriáspitta (Pitta caerulea) a madarak osztályának verébalakúak (Passeriformes) rendjébe és a pittafélék (Pittidae) családjába tartozó faj.

## Előfordulása
Brunei, Indonézia, Malajzia, Mianmar és Thaiföld területén honos. A trópusi esőerdőkben él.

## Alfajai
- Pitta caerulea caerulea
- Pitta caerulea hosei

## Megjelenése
Testhossza 29 centiméter. Nagy feje, zömök teste és rövid farka van. Feje teteje és tarkója fekete, a háta kék színű.

## Életmódja
Csigákkal és férgekkel táplálkozik.

## Szaporodása
Az aljnövényzet közé rejti gallyakból és levelekből készült gömb alakú fészkét.